# Lucio Aurelio Oreste (console 157 a.C.)
Lucio Aurelio Oreste  (latino: Lucius Aurelius Orestes) (fl. II secolo a.C.) è stato un politico romano.

## Biografia
Fu eletto console nel 157 a.C. con Sesto Giulio Cesare. Oltre ad essere nominato nei Fasti consulares, è citato anche nella Naturalis historia di Plinio il Vecchio , anche se non vi sono fatti memorabili per tale anno.